# DVV Verzekeringen Trofee 2016-2017
De DVV Verzekeringen Trofee/IJsboerke Ladies Trophy 2016-2017 was het 30ste seizoen van het regelmatigheidscriterium in het veldrijden. Het klassement werd georganiseerd door Golazo en bestond enkel uit crossen in België. 
Ten opzichte van vorig seizoen was de Krawatencross (in Lille) weer terug op te kalender, nadat het in het seizoen 2015-2016 dienst had gedaan als Belgisch kampioenschap, de Waaslandcross (in Sint-Niklaas) behoorde dit seizoen tot de Soudal Classics. 
Bij de mannen was Wout van Aert de verdedigende kampioen, bij de vrouwen Sanne Cant. Beiden wisten hun titel te prolongeren.

## Berekeningswijze klassement

### Bepaling aankomsttijd per manche
Per renner werd per manche een tijd bepaald volgens volgende regels:
- in eerste instantie gold de aankomsttijd
- kreeg een tijd die gelijk is aan die van de winnaar verhoogd met vijf minuten, de renner die
  - met meer dan vijf minuten achterstand aankwam
  - uit de wedstrijd genomen werd om dubbelen te voorkomen
  - de wedstrijd verliet
  - niet aan de start kwam
- volgende bonificaties golden
  - bij de sprint na ongeveer anderhalve ronde: eerste 15 seconden, tweede 10 seconden, derde 5 seconden
  - bij de einduitslag: eerste 15 seconden, tweede 10 seconden, derde 5 seconden

### Bepaling eindklassement
Voor het eindklassement werd de som gemaakt van de tijden per manche. Bij gelijkheid golden de beste uitslagen in een manche. Waren die ook gelijk dan geldt de beste uitslag in de laatste manche.

## Mannen elite

### Kalender en podia
| Datum      | Wedstrijd                   | Cat. | Eerste               | Tweede        | Derde                  | Leider in het klassement |
| ---------- | --------------------------- | ---- | -------------------- | ------------- | ---------------------- | ------------------------ |
| 09/10/2016 | GP Mario De Clercq, Ronse   | C1   | Wout van Aert        | Jens Adams    | Michael Vanthourenhout | Wout van Aert            |
| 01/11/2016 | Koppenbergcross, Oudenaarde | C1   | Wout van Aert        | Kevin Pauwels | Lars van der Haar      | Wout van Aert            |
| 27/11/2016 | Flandriencross, Hamme       | C1   | Mathieu van der Poel | Wout van Aert | Laurens Sweeck         | Wout van Aert            |
| 10/12/2016 | Cyclocross Essen, Essen     | C1   | Wout van Aert        | Kevin Pauwels | Tom Meeusen            | Wout van Aert            |
| 17/12/2016 | Scheldecross, Antwerpen     | C1   | Mathieu van der Poel | Wout van Aert | Kevin Pauwels          | Wout van Aert            |
| 29/12/2016 | Azencross, Loenhout         | C1   | Wout van Aert        | Tom Meeusen   | Kevin Pauwels          | Wout van Aert            |
| 01/01/2017 | GP Sven Nys, Baal           | C1   | Toon Aerts           | Wout van Aert | Michael Vanthourenhout | Wout van Aert            |
| 04/02/2017 | Krawatencross, Lille        | C1   | Mathieu van der Poel | Wout van Aert | Tom Meeusen            | Wout van Aert            |

### Eindklassement
| Pos. | Renner                 | Team                                                  | RON | OUD | HAM | ESS | ANT | LOE | BAA | LIL | Tijd     |
| ---- | ---------------------- | ----------------------------------------------------- | --- | --- | --- | --- | --- | --- | --- | --- | -------- |
| 1    | Wout van Aert          | Crelan-Vastgoedservice/Veranda's Willems-Crelan       | 1   | 1   | 2   | 1   | 2   | 1   | 2   | 2   | 8u15'47" |
| 2    | Kevin Pauwels          | Marlux-Napoleon Games                                 | 5   | 2   | 4   | 2   | 3   | 3   | 4   | 4   | + 3'22"  |
| 3    | Michael Vanthourenhout | Marlux-Napoleon Games                                 | 3   | 6   | 6   | 7   | 6   | 5   | 3   | 7   | + 4'55"  |
| 4    | Corné van Kessel       | Telenet-Fidea Lions                                   | 11  | 7   | 5   | 6   | 8   | 6   | 5   | 6   | + 8'36"  |
| 5    | Toon Aerts             | Telenet-Fidea Lions                                   | 7   | 4   | 9   | 5   | 7   | 4   | 1   | –   | + 9'14"  |
| 6    | Laurens Sweeck         | ERA-Circus                                            | 16  | 9   | 3   | 4   | 4   | 11  | 9   | 13  | + 10'42" |
| 7    | Tom Meeusen            | Telenet-Fidea Lions                                   | 9   | 12  | 14  | 3   | 13  | 2   | 11  | 3   | + 11'37" |
| 8    | Jens Adams             | Crelan-Vastgoedservice/Pauwels Sauzen-Vastgoedservice | 2   | 8   | 12  | 10  | 5   | 8   | 8   | 14  | + 13'29" |
| 9    | Tim Merlier            | Crelan-Vastgoedservice/Veranda's Willems-Crelan       | 12  | –   | 7   | 13  | 9   | 10  | 6   | 11  | + 15'56" |
| 10   | Gianni Vermeersch      | Steylaerts Cycloteam                                  | 10  | 17  | 8   | 8   | 11  | 14  | 10  | 8   | + 16'04" |

## Vrouwen elite

### Kalender en podia
| Datum      | Wedstrijd                   | Cat. | Eerste             | Tweede          | Derde             | Leider in het klassement |
| ---------- | --------------------------- | ---- | ------------------ | --------------- | ----------------- | ------------------------ |
| 09/10/2016 | GP Mario De Clercq, Ronse   | C1   | Thalita de Jong    | Sanne Cant      | Sophie de Boer    | Thalita de Jong          |
| 01/11/2016 | Koppenbergcross, Oudenaarde | C1   | Jolien Verschueren | Thalita de Jong | Sophie de Boer    | Thalita de Jong          |
| 27/11/2016 | Flandriencross, Hamme       | C1   | Sanne Cant         | Maud Kaptheijns | Thalita de Jong   | Thalita de Jong          |
| 10/12/2016 | Cyclocross Essen, Essen     | C1   | Sanne Cant         | Sophie de Boer  | Thalita de Jong   | Thalita de Jong          |
| 17/12/2016 | Scheldecross, Antwerpen     | C1   | Sanne Cant         | Sophie de Boer  | Kateřina Nash     | Thalita de Jong          |
| 29/12/2016 | Azencross, Loenhout         | C1   | Sanne Cant         | Marianne Vos    | Thalita de Jong   | Thalita de Jong          |
| 01/01/2017 | GP Sven Nys, Baal           | C1   | Marianne Vos       | Ellen Van Loy   | Thalita de Jong   | Thalita de Jong          |
| 04/02/2017 | Krawatencross, Lille        | C1   | Maud Kaptheijns    | Sanne Cant      | Laura Verdonschot | Sanne Cant               |

### Eindklassement
| Pos. | Renner              | Team                                      | RON | OUD | HAM | ESS | ANT | LOE | BAA | LIL | Tijd     |
| ---- | ------------------- | ----------------------------------------- | --- | --- | --- | --- | --- | --- | --- | --- | -------- |
| 1    | Sanne Cant          | Beobank-Corendon                          | 2   | 5   | 1   | 1   | 1   | 1   | 4   | 2   | 5u50'35" |
| 2    | Thalita de Jong     | Rabobank-Liv Woman /Lares-Waowdeals       | 1   | 2   | 3   | 3   | 5   | 3   | 3   | –   | + 4'28"  |
| 3    | Ellen Van Loy       | Telenet-Fidea Lions                       | 8   | 8   | 4   | 5   | 10  | 6   | 2   | 5   | + 5'48"  |
| 4    | Maud Kaptheijns     | Steylaerts Cycloteam                      | 9   | 7   | 2   | 4   | 13  | 7   | 8   | 1   | + 7'32"  |
| 5    | Laura Verdonschot   | Marlux-Napoleon Games                     | 10  | –   | 6   | 6   | 7   | 4   | 5   | 3   | + 8'11"  |
| 6    | Sophie de Boer      | Breepark                                  | 3   | 3   | 7   | 2   | 2   | –   | –   | 4   | + 10'30" |
| 7    | Jolien Verschueren  | Telenet-Fidea Lions                       | 6   | 1   | 11  | 11  | 11  | 21  | 11  | 25  | + 13'10" |
| 8    | Loes Sels           | Kalas-H.Essers-NNOF                       | 13  | –   | 9   | 10  | 12  | 10  | 15  | 7   | + 15'49" |
| 9    | Karen Verhestraeten | Lares-Waowdeals/Donen-Vondelmolen CX Team | 12  | 13  | 10  | 12  | 14  | 14  | 12  | 9   | + 16'52" |
| 10   | Nikki Brammeier     | Boels Dolmans Cycling Team                | 7   | –   | –   | 9   | 6   | 8   | 7   | –   | + 18'27" |

Kampioenschappen:  Wereldkampioenschappen ·
 Europese kampioenschappen ·
 Belgische kampioenschappen ·
 Nederlandse kampioenschappen
Klassementen:  Wereldbeker ·
 Superprestige ·
 DVV Verzekeringen/IJsboerke Trofee ·
 EKZ CrossTour ·
 TOI TOI Cup ·
 National Trophy Series ·
 Coupe de France ·
 Copa de España ·
 New England Series
Overig:  Brico Cross ·
 Soudal Classics
1987-1988 · 1988-1989 · 1989-1990 · 1990-1991 · 1991-1992 · 1992-1993 · 1993-1994 · 1994-1995 · 1995-1996 · 1996-1997 · 1997-1998 · 1998-1999 · 1999-2000 · 2000-2001 · 2001-2002 · 2002-2003 · 2003-2004 · 2004-2005 · 2005-2006 · 2006-2007 · 2007-2008 · 2008-2009 · 2009-2010 · 2010-2011 · 2011-2012 · 2012-2013 · 2013-2014 · 2014-2015 · 2015-2016 · 2016-2017 · 2017-2018 · 2018-2019 · 2019-2020 · 2020-2021 · 2021-2022 · 2022-2023 · 2023-2024 · 2024-2025